# قوة دافعة كهربائية مضادة
القوة المحركة الكهربائية المضادة أو القوة الدافعة الكهربائية المضادة أو كما تعرف اختصارا بـ CEMF هي القوة المحركة الكهربائية التي تتجلى في جهد يعارض التغير في التيار الذي حاثاه. القوة الكهربائية الدافعة المضادة هي القوة الدافعة الكهربائية الناتجة عن الحث الكهرومغناطيسي.

## تفاصيل
على سبيل المثال، فإن الجهد الظاهر عبر محث أو ملف يرجع إلى تغيير في التيار الذي يسبب تغييرًا في المجال المغناطيسي داخل الملف، وبالتالي الجهد المستحث ذاتيًا. تعارض قطبية الجهد في كل لحظة قطبية التغيير في الجهد المطبق، للحفاظ على ثبات التيار.
يستخدم مصطلح القوة الدافعة الكهربائية العكسية أيضًا للإشارة إلى الجهد الكهربي الناتج في المحركات الكهربائية، حيث توجد حركة نسبية بين المحرك والمجال المغناطيسي الناتج عن ملفات مجال المحرك أو مجال المغناطيس الدائم، وبالتالي يعمل المحرك كمولد كهربائي أثناء تشغيله. لا ينتج هذا التأثير عن محاثة المحرك، التي تُولد جهدًا معاكسًا لتيار متغير وفقًا لقانون فاراداي، بل عن ظاهرة منفصلة. أي أن القوة الدافعة الكهربائية العكسية ناتجة أيضًا عن المحاثة وقانون فاراداي، ولكنها تحدث حتى في حالة ثبات تيار المحرك، وتنشأ عن الاعتبارات الهندسية لدوران المحرك في مجال مغناطيسي.
هذا الجهد متصل على التوالي مع الجهد الأصلي المطبق ويعاكسه، ويُسمى "القوة الدافعة الكهربائية العكسية" (وفقًا لقانون لينز ). مع انخفاض الجهد الكلي عبر المقاومة الداخلية للمحرك، ومع زيادة سرعة دورانه، ينخفض التيار المتدفق إليه. أحد التطبيقات العملية لهذه الظاهرة هو قياس سرعة المحرك وموقعه بشكل غير مباشر، حيث تتناسب القوة الدافعة الكهربائية العكسية طرديًا مع سرعة دوران المحرك.
في التحكم في المحركات والروبوتات، يشير مصطلح القوة الدافعة الكهربائية العكسية الخلفي غالبًا على وجه التحديد إلى استخدام الجهد الناتج عن محرك دوار لاستنتاج سرعة دوران المحرك، لاستخدامه في التحكم بشكل أفضل في المحرك بطرق محددة.
لمراقبة تأثير القوة الدافعة الكهربائية العكسية للمحرك، يُمكن إجراء هذا التمرين البسيط: بتشغيل مصباح متوهج، شغّل محركًا كبيرًا مثل مثقاب أو منشار أو ضاغط مكيف هواء أو مكنسة كهربائية. قد يخفت الضوء لفترة وجيزة أثناء تشغيل المحرك. عندما لا يدور المحرك (يُسمى الدوار المقفل)، لا توجد قوة دافعة كهربائية عكسية، ويكون سحب التيار للمحرك مرتفعًا جدًا. إذا كان تيار بدء تشغيل المحرك مرتفعًا بما يكفي، فسيؤدي ذلك إلى انخفاض جهد الخط بما يكفي لإحداث خفوت ملحوظ في الضوء.